# Contea di Aosta
La contea di Aosta (in francese Comté d'Aoste) fu una contea esistita dal 904 al 1302 circoscrizione del Regnum Italicorum.

## Storia

### Origini
La contea di Aosta venne creata nel 904 dal re d'Italia Berengario I, a partire da un territorio che apparteneva alla marca anscarica, governata dal genero Adalberto I d'Ivrea. Nel 952 il re dei Franchi Orientali Ottone I ottenne la sottomissione del re d'Italia Berengario II, ma, non fidandosi del sovrano anscarico, al fine di controllare alcuni importanti valichi utili per raggiungere l'Italia in caso di necessità, assegnò la marca di Verona al proprio fratello, il duca di Baviera Enrico. Per la stessa ragione, nonostante Ottone fosse ormai padrone del regno, nel 972 affidò la contea di Aosta e il Delfinato italiano al cognato, il re di Arles Corrado.
Questo fatto portò la Valle d'Aosta nell'orbita del Regno di Arles. Tuttavia, al principio dell'XI secolo il Regno di Arles subì una serie d'invasioni da parte dei Saraceni e degli Ungari, che, insieme ad alcuni conflitti interni, nel 1032, alla morte di Rodolfo III, permisero all'imperatore Corrado II d'impadronirsi della corona borgognona.

### L'avvento dei Savoia
Essendosi schierato al fianco dell'Imperatore, nel 1033 al conte Umberto Biancamano fu permesso di acquistare il controllo della regione, all'interno della quale non esisteva una forte aristocrazia, assumendo il titolo di conte di Aosta, per quanto avesse in Valle d'Aosta solo qualche beneficio feudale. Trovandosi dal lato opposto delle Alpi rispetto ai centri di potere della dinastia, i Savoia affidarono l'amministrazione della contea ad alcuni membri della famiglia Challant, che ottennero il titolo di visconti di Aosta.
Nel 1191, per intercessione del vescovo, Tommaso I di Savoia concesse alla città di Aosta, ma invero poi a tutta la contea, la cosiddetta Carta delle franchigie: una carta delle libertà che stabiliva diritti e doveri tra le parti.
L'anti-re Guglielmo d'Olanda, avversario dell'imperatore Federico II, tra il 1249 e il 1250 fece occupare la contea da Eberardo di Nydow, per il quale si schierarono i valdostani. Nel 1251 Amedeo IV riconquistò la contea e decise di punire quei feudatari si erano schierati con Guglielmo d'Olanda, mentre premiò coloro che gli erano rimasti fedeli. Inoltre, nel 1253 il duca riconfermò le guarentigie comunali, che furono rinnovate da suo figlio Amedeo V nel 1296.

## Governatori della contea di Aosta
I Savoia, per quasi tre secoli, ressero le sorti del loro dominio nella contea d'Aosta tramite la famiglia Challant che ebbe il titolo di Visconti di Aosta:
- Bosone I: considerato il capostipite della famiglia, citato in un documento del 1100
- Aimone I: figlio di Bosone I
- Bosone II (?-1210), figlio di Aimone I, è il primo ad utilizzare l'appellativo Challant dopo essere stato investito della Signoria di Challant
- Bosone III (?-1240), figlio di Bosone II, co-visconte d'Aosta con
  - Aimone II, co-visconte d'Aosta, curato di San Lorenzo di Chambave (prima del 1204)
- Gotofredo I, figlio di Bosone III, divenne co-visconte di Aosta alla morte del padre insieme ai fratelli. In un documento del 1242 è citato tra i suoi beni anche il feudo di Fénis (Castrum Fenitii). Fu investito dall'abate di Saint-Maurice d'Agaune del feudo di Graines, che comprendeva Ayas, Brusson, parte di Gressoney e il castello di Graines con
  - Aimone III, figlio di Bosone III, con
  - Bosone IV, figlio di Bosone III, ricevette dai Savoia il feudo di Cly, dando vita al ramo degli Challant-Cly
- Aimone III, succeduto come unico visconte al fratello Gotofredo I dopo la sua morte e la morte di Bosone IV
- Ebalo I (Ebalo Magno) (?-1323): figlio di Gotofredo I, ricevette per matrimonio i feudi di Montjovet, Chenal e Saint-Vincent. Rinunciò alla viscontea di Aosta, che tornò così ai Savoia, in cambio delle restanti terre del feudo di Montjovet.

## Lingua
La lingua ufficiale era il francese. La lingua maggiormente impiegata nell'uso quotidiano era il patois francoprovenzale valdostano.